# Український історичний кабінет
Український історичний кабінет у Празі — українська наукова та архівна установа з історії України. Заснована у Празі 1930 року представниками української еміграції за матеріальної допомоги МЗС Чехословацької Республіки.

## Історія існування
1932 року до Українського історичного кабінету були переведені фонди започаткованого 1923 року заходами Микити Шаповала Українського національного архіву-музею при Українському соціологічному інституті.

## Фонди
Мав три відділи.
В архівному відділі містилися особові фонди В'ячеслава Липинського та Сергія Шелухіна. У ньому також зберігалися документи урядових установ Центральної Ради, Української Держави і Директорії УНР.